# Ton prochain
Pour plus de détails, voir Fiche technique et Distribution.
Ton prochain (Il prossimo tuo) est un film dramatique franco-italo-finlandais réalisée par Anne Riitta Ciccone et sortie en 2008. 

## Synopsis
Trois histoires parallèles se déroulant dans trois villes différentes : à Paris vit Jean Paul, un journaliste traumatisé après avoir échappé à un attentat en Irak ; à Rome, Maddalena est une peintre qui enseigne l'art à la jeune Elena, fille d'immigrés ; tandis qu'Eeva est une hôtesse de l'air qui, à Helsinki, doit surmonter une blessure intérieure. Les trois protagonistes n'ont qu'une peur : celle des autres.

## Fiche technique
- Titre français : Ton prochain[1]
- Titre italien original : Il prossimo tuo[2]
- Titre finlandais : Sinun kanssasi[3]
- Réalisateur : Anne Riitta Ciccone
- Scénario : Anne Riitta Ciccone
- Photographie : Fabio Cianchetti, Pasquale Mari (it), Fabio Zamarion (it)
- Montage : Luigi Mearelli, Marco Spoletini
- Musique : Franco Piersanti
- Costumes : Sabrina Beretta
- Production : Ivan D'Ambrosio, Matti Halonen, Francesco Torelli, Francesca Noia van der Staay
- Société de production : La Trincea, FS Film Oy, Astra Films, Rai Cinema
- Pays de production :  Italie -  France -  Finlande
- Langues originales : italien, français, finnois
- Format : couleur
- Durée : 124 minutes
- Genre : Drame
- Dates de sortie :
  - Italie : 30 octobre 2008 (Festival du film de Rome) ; 19 juin 2009 (sortie nationale)

## Distribution
- Jean-Hugues Anglade : Jean Paul
- Maya Sansa : Maddalena
- Laura Malmivaara : Eeva
- Sulevi Peltola : Croyant
- Massimo Poggio : Stefano
- Matti Ristinen : Karl
- Romina Hadzovic : Elena
- Ivan Franek : Père d'Elena
- Samuel Cahu : Gabriel
- Aylin Prandi : Marie
- Lena Reichmuth : Sabine
- Dijana Pavlović : Madre di Elena
- Diane Fleri : Caroline
- Anis Gharbi : Protettore